# Against the Grain
Against the Grain är punkbandet Bad Religions femte album, utgivet 23 november 1990.
Detta var det sista albumet där trummisen Pete Finestone medverkade, då han 1991 lämnade gruppen och grundade sitt eget band The Fishermen, vilket medförde att han ersattes av Bobby Schayer kort före Bad Religions nästa album, Generator.

## Låtlista
1. "Modern Man" (Greg Graffin) - 1:58
2. "Turn on the Light" (Brett Gurewitz) - 1:26
3. "Get Off" (Greg Graffin) - 1:44
4. "Blenderhead" (Brett Gurewitz) - 1:14
5. "The Positive Aspect of Negative Thinking" (Jay Bentley) - 0:59
6. "Anesthesia" (Brett Gurewitz) - 3:05
7. "Flat Earth Society" (Brett Gurewitz) - 2:24
8. "Faith Alone" (Greg Graffin) - 3:36
9. "Entropy" (Greg Graffin) - 2:25
10. "Against the Grain" (Greg Graffin) - 2:10
11. "Operation Rescue" (Greg Graffin) - 2:09
12. "God Song" (Greg Graffin) - 1:40
13. "21st Century (Digital Boy)" (Brett Gurewitz) - 2:51
14. "Misery and Famine" (Greg Graffin) - 2:36
15. "Unacceptable" (Jay Bentley) - 1:45
16. "Quality or Quantity" (Greg Graffin) - 1:36
17. "Walk Away" (Brett Gurewitz) - 1:49

## Medverkande
- Greg Graffin - sång
- Brett Gurewitz - gitarr
- Greg Hetson - gitarr
- Jay Bentley - bas
- Pete Finestone - trummor